# مالئواله
مالئواله شهری در شهرستان بورزانگا در استان بام در بورکینافاسوی شمالی است و جمعیت آن ۷۹۳ نفر است.